# District de Fengnan
Le district de Fengnan (丰南区 ; pinyin : Fēngnán Qū) est une subdivision administrative de la province du Hebei en Chine. Il est placé sous la juridiction de la ville-préfecture de Tangshan.

## Démographie
La population du district était de 533 491 habitants en 1999, et celle de la ville de Fengnan de 121 767 habitants.

## Faits de société
Selon la Laogai Research Foundation, un laogai (« camp de rééducation par le travail ») comptant plus de 7 000 prisonniers y serait implanté.